# Acaulis primarius
Acaulis primarius is een hydroïdpoliep uit de familie Acaulidae. De poliep komt uit het geslacht Acaulis. Acaulis primarius werd in 1854 voor het eerst wetenschappelijk beschreven door Stimpson. 